# Phidaleia
Phidaleia (altgriechisch Φιδάλεια Phidáleia) ist eine Frauengestalt der griechischen Mythologie.
Sie soll, als Gemahlin des Byzas in dessen Abwesenheit, die nach ihm benannte Stadt Byzantion erfolgreich gegen den Skythenkönig Odryses verteidigt haben, indem sie das angreifende Heer mit Schlangen bewarf.
Gemäß einer anderen mythologischen Version war sie eine Tochter des Barbysses, die sich nach der Vereinigung mit Byzas aus Scham und Furcht vor dem Vater ins Meer stürzte und zu einem Felsen wurde, der seitdem ihren Namen trägt.